# Man from Cheyenne
Man from Cheyenne è un film del 1942 diretto da Joseph Kane.
È un film western statunitense con Roy Rogers, Sally Payne e George 'Gabby' Hayes.

## Produzione
Il film, diretto da Joseph Kane su una sceneggiatura di Winston Miller, fu prodotto da Joseph Kane per la Republic Pictures e girato nel Red Rock Canyon State Park a Cantil in California.
- You Ain't Heard Nothin' Till You Hear Him Roar - scritta da Bob Nolan
- Home Again in Old Wyomin' - scritta da Tim Spencer, cantata dai Sons of the Pioneers over opening credits
- My Old Pal, Pal of Mine - scritta da Bob Nolan, cantata da Roy Rogers e dai Sons of the Pioneers
- When a Cowboy Starts to Courtin' - scritta da Tim Spencer, cantata da Roy Rogers e dai Sons of the Pioneers
- Happy Cowboy - scritta da Bob Nolan, cantata da Roy Rogers, George 'Gabby' Hayes e dai Sons of the Pioneers
- Long About Sundown - scritta da Tim Spencer e Glenn Spencer

## Distribuzione
Il film fu distribuito negli Stati Uniti dal 16 gennaio 1942 al cinema dalla Republic Pictures. È stato distribuito anche in Brasile con il titolo Vaqueiro Errante.

## Promozione
La tagline presente sui poster fuori dai cinema era: "LOADED...for your entertainment! You'll find a NEW Roy Rogers...more likeable in a role that fits his personality like a glove...greater action...songs...and all the exciting background of the Golden West".